# 彼得·帕夫洛维奇·杜尔诺沃
彼得·帕夫洛维奇·杜尔诺沃（羅馬化：Pyotr Pavlovich Durnovo；1835年12月6日—1919年8月19日）是一位俄罗斯帝国政治人物。他于1905年俄国革命期间担任莫斯科总督。1917 年，他的别墅成为无政府主义者占领的场所。1881年至1917年7月，他担任圣彼得堡市杜马元老（1904年起担任主席）。在省地方自治会议上，当他被选为市议会议员、圣彼得堡市议会常设财政委员会主席。